# Ambrosio Plácido de Lezica

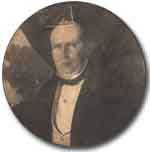
Ambrosio Plácido de Lezica

Ambrosio Plácido de Lezica y Ferrer (Buenos Aires, octubre de 1808 - íd., diciembre de 1881) fue un acaudalado comerciante, político y empresario argentino que financió operaciones militares, especialmente la Guerra de la Triple Alianza y fue también uno de los fundadores del primer ferrocarril del país.

## Biografía
Ambrosio Plácido de Lezica fue el hijo del rico comerciante Ambrosio de Lezica. Desde su juventud se dedicó a los negocios, administrando primeramente los de su padre consiguiendo con el tiempo mayor autonomía mercantil.
Ingresó al ejército en 1829 como oficial, pero no permaneció mucho tiempo en las filas. Fue varias veces diputado de la Cámara de Representantes  de la Provincia de Buenos Aires, juez de paz, asesor de menores de los juzgados de la capital, cónsul del Tribunal de Comercio y miembro del Jurado de Libertad de Imprenta.
Heredó una gran fortuna, y supo mantenerla con negocios de comercio, bancarios y de especulación en tierras.
Adquirió un terrero donde construyó su quinta que hoy, reducida, forma el Parque Rivadavia, en el barrio porteño de Caballito. Por su iniciativa y en gran parte con fondos suyos, se empedró la actual Avenida Rivadavia, convirtiéndola en el centro de circulación de vehículos hacia y desde el pueblo de San José de Flores.
Producido el conflicto entre la Confederación Argentina y el Estado de Buenos Aires, en 1853 aportó 222.000 onzas de oro para sobornar al almirante John Halstead Coe, jefe de la escuadra de la Confederación Argentina, que comandaba el Sitio de Buenos Aires. La mayor parte de la escuadra se pasó al Estado de Buenos Aires, lo que a su vez causó el levantamiento del bloqueo.
El gobierno le encargó comprar buques a vapor para la escuadra, pero no obtuvo los resultados que esperaba. Fue uno de los fundadores de la Bolsa de Comercio de Buenos Aires en 1854 y el más poderoso de los operadores de la misma. También fue promotor de negocios con el agua corriente, el puerto de la ciudad, y varios otros; sus vinculaciones políticas le aseguraban acceso a toda clase de negocios, donde los fondos eran aportados en última instancia por el Estado.
Fue diputado del Estado de Buenos Aires entre 1855 y 1860. Ese año fue diputado a la convención reformadora de la Constitución Nacional, y desde entonces hasta su fallecimiento ejerció como senador provincial. Se identificó con el Partido Nacionalista de Bartolomé Mitre. Apoyó financieramente la fundación y la supervivencia del diario La Nación, propiedad de Mitre y su sostén político.
Fue uno de los accionistas del primer servicio de gas por cañerías en Buenos Aires y del Ferrocarril Oeste de Buenos Aires, fundado en 1854. Ocho años más tarde, vendió el ferrocarril a la Provincia de Buenos Aires, pero siguió siendo su administrador; extendió sus vías hasta Chivilcoy en 1871.
Entre sus negocios más rentables estuvo la provisión de armamentos, uniformes, tiendas y alimentos al Ejército Argentino durante la Guerra del Paraguay. Repetidamente fue acusado de enriquecerse con negociados e incumplimientos de contratos durante la guerra.
Llegó a ser considerado el hombre más rico de Argentina; su proverbial fortuna mereció que se lo nombrara como símbolo de riqueza inalcanzable en el Fausto criollo de Estanislao del Campo.